# 9 Songs ナイン・ソングス
『9 Songs ナイン・ソングス』（9 Songs）は、2004年のイギリス映画である。監督はマイケル・ウィンターボトム。

## 概要
地質学者の青年マットが南極で働きながら、過去を回想する形式の映画。彼が回想するのは、ロンドンにいたころ、米国からの交換留学生のリサと過ごした12か月の生活である。二人の愛の営みと、Brixtion Academyというライブハウスにおける映像が相互に登場する。
愛の営みのシーンではマイケル・ナイマンが同監督の映画『ひかりのまち』のサウンドトラックとして作曲した数々の曲が効果的に用いられている。また、9つ目の曲として、本人の演奏シーンも挿入されている。
ライブハウスの演奏シーンと交互にマットとリサの性愛が描写され、開脚したマルゴ・スティリーの女性器をキーラン・オブライエンが舐めるクンニリングス、マルゴがキーランの陰茎を口内に含むフェラチオなど、数々の性行為は主演の2人が実際に行なっている。キーランが自身の勃起した陰茎を彼女の膣内へ抽挿する性交シーンはスキンを装着しているが、マルゴが男性器全体を唇で愛撫するフェラチオの開始から、陰茎を手でしごいて射精させるまでの一連はスキンを使っていない。マルゴは本編中でバイブレータを使ったオナニーも見せている。

## 題名の意味
題名の「9ソングス」とは、マットがライブハウスでリサと聞いた、思い出の曲9つという意味である。その曲は以下である。
- "Whatever Happened to My Rock and Roll", ブラック・レベル・モーターサイクル・クラブ
- "C'mon, C'mon", ザ・ヴォン・ボンディーズ
- "Fallen Angel", エルボー
- "Movin' on Up", プライマル・スクリーム
- "You Were the Last High", ザ・ダンディ・ウォーホルズ
- "Slow Life", スーパー・ファーリー・アニマルズ
- "Jacqueline", フランツ・フェルディナンド
- "Debbie", マイケル・ナイマン
- "Love Burns", ブラック・レベル・モーターサイクル・クラブ

## 映画倫理委員会
性行為の場面が多いため、日本では映倫の審査によりR18指定（18歳未満の鑑賞を禁ずる）になっている。

## キャスト
- キーラン・オブライエン – マット
- マルゴ・スティリー – リサ
- ブラック・レベル・モーターサイクル・クラブ
- ザ・ヴォン・ボンディーズ
- プライマル・スクリーム
- ザ・ダンディ・ウォーホルズ
- スーパー・ファーリー・アニマルズ
- フランツ・フェルディナンド
- マイケル・ナイマン

## スタッフ
- 監督 - マイケル・ウィンターボトム
- 脚本 - マイケル・ウィンターボトム
- 製作総指揮 - アンドリュー・イートン
- 製作 - マイケル・ウィンターボトム
- 撮影 ‐ マルセル・ザイスキンド
- 編集 - マイケル・ウィンターボトム、マット・ホワイトクロス
- 録音 - スチュアート・ウィルソン

## 参照
1. ↑  allcinema